# Allan Carlsson (Radsportler)
Allan Carlsson (* 17. April 1929 in Norrköping; † 25. August 1953 in Stockholm) war ein schwedischer Radrennfahrer und nationaler Meister im Radsport.

## Sportliche Laufbahn
Carlsson war im Straßenradsport aktiv. Bei den Olympischen Sommerspielen 1952 in Helsinki wurde er im olympischen Straßenrennen beim Sieg von André Noyelle als 21. klassiert. Die schwedische Mannschaft (mit Yngve Lundh und Stig Mårtensson) kam in der Mannschaftswertung auf den vierten Platz.
Carlsson war 1947 schwedischer Juniorenmeister im Einzelzeitfahren. 1949 gewann er die Meisterschaft im Einzelzeitfahren bei den Männern, 1951 die im Straßenrennen vor Yngve Lundh. 1952 kam der Titel im Stafettenfahren dazu. Carlsson gewann mehrere traditionsreiche schwedische Eintagesrennen wie das Östgötaloppet 1952 und das Rennen Mälaren Runt. 1953 siegte er im Skandisloppet, dem ältesten schwedischen Eintagesrennen. Bei den Nordischen Meisterschaften 1953 wurde er in einen schweren Unfall verwickelt, wenig später verstarb er an den Verletzungen.